# 高岡大佛
高岡大佛，一個大型銅鑄阿彌陀佛坐像，高度約15公尺，位於日本富山縣高岡市的大佛寺中。建立歷史可以追溯到1221年，原為木造，因為大火而多次重建，現存大佛於1907年建立。與奈良大佛、鎌倉大佛，並稱日本三大佛。與小杉大佛、庄川大佛並稱越中三大佛。

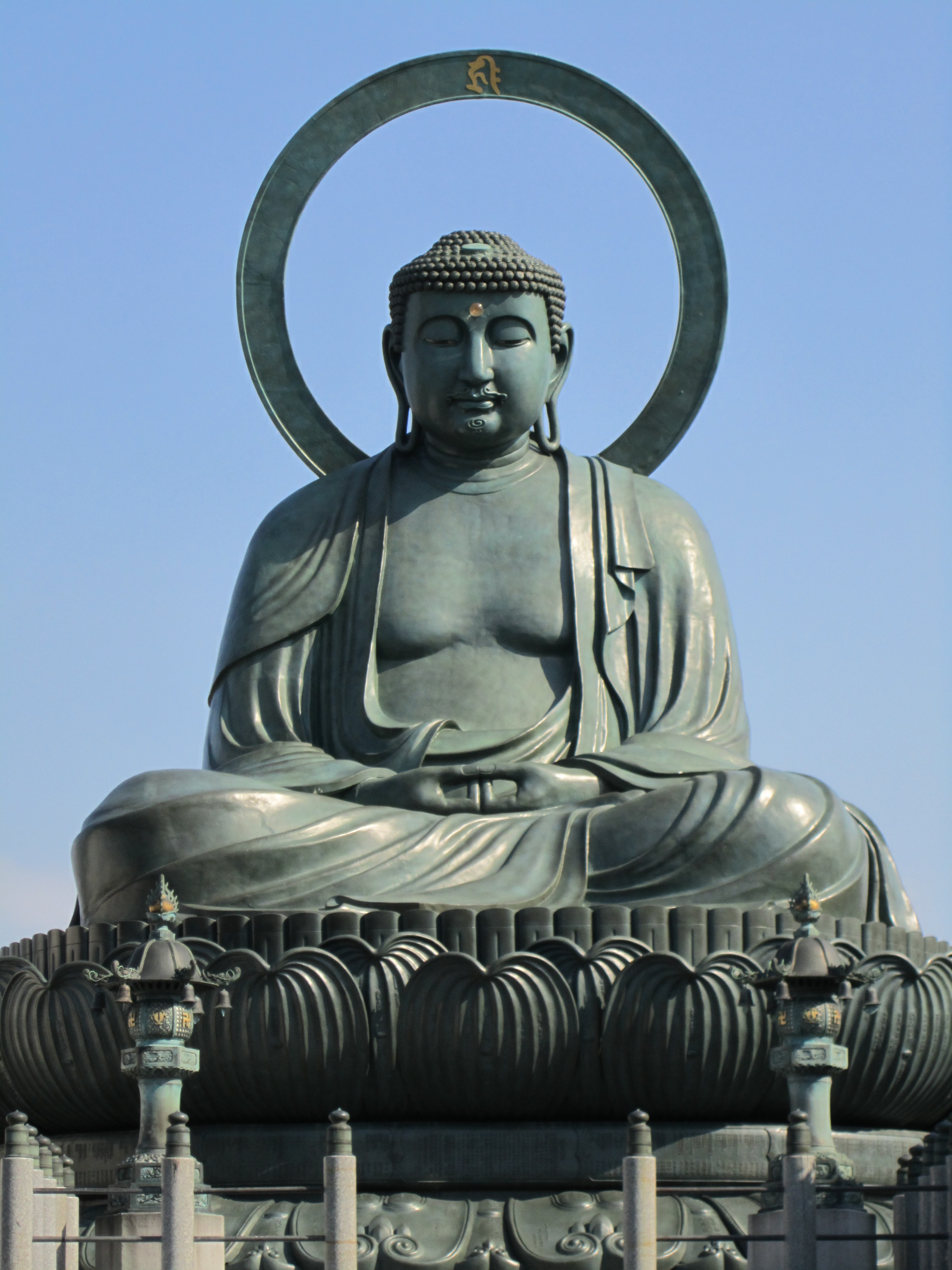
高岡大佛

## 概論
高岡大佛為高岡市指定的有形文化財，為重要的觀光地點。這個銅造大佛為當地高岡銅器製作者的技藝結晶。台座內部迴廊中展示了地獄繪，在中央房間展示了1900年大火中保留下來的木製頭部與基座。
1933年，詩人與謝野晶子遊覽高岡市，以「美男」來形容這尊大佛。

## 歷史
1221年，源義勝在山坡上造了高約5公尺的木造大佛，為高岡大佛的前身。1609年，木造大佛被前田利家取得，後因大火燒燬。
1745年，極樂寺第15代住持等譽，發起重建，建立了金色的木造大佛。1821年，這尊大佛因火災燒燬。
1841年，重建木造大佛。但在1900年的高岡大火中燒燬。
1907年，由松木宗左衛門發起重建，在高岡銅器工匠的支持下，開始建造銅鑄大佛。1932年，在荻布宗四郎的支持下，大佛建造完成。1933年進行開光點眼儀式。
1958年，加上光背。
1980年，為進行修補工程，大佛向後移動了約11公尺的距離，移到現址。1981年4月15日，被高岡市指定為有形文化財。
2007年，再度進行修補工程。